# Pałac w Piotrowicach Nyskich
Pałac w Piotrowicach Nyskich – zabytkowy pałac we wsi Piotrowice Nyskie.

## Historia
Pałac w Piotrowicach Nyskich został wybudowany w 1623 lub 1660 r. w stylu barokowym, jednak już w XIV wieku istniała w Piotrowicach obronna siedziba rycerska, należąca do spadkobierców Mikołaja Czelmego. Świadczy o tym dokument z 24 maja 1369 r., zgodnie z którym rycerze Jathink i Piotr zrzekli się wszelkich praw mogących przysługiwać im w odniesieniu do dóbr i siedziby obronnej (Burg) w Piotrowicach. Opierając się na widniejącej na zegarze słonecznym dacie 1660 uznano, że barokowy pałac powstał dla biskupa Sebastiana von Rostock, jednak według innych hipotez budowla powstała już w 1623 z fundacji małżeństwa von Debschütz i von Schlichting, o czym świadczy kartusz herbowy znajdujący się w balustradzie schodów prowadzących do kaplicy.

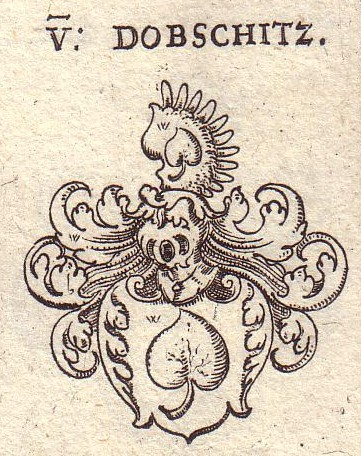
Herb von Debschütz
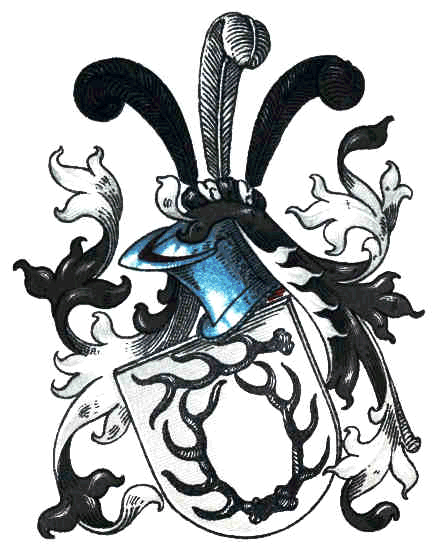
Herb von Schlichting

W 1829 r. pałac ten został częściowo przebudowany w stylu klasycystycznym. Po raz kolejny przebudowano go w XX w., czego wynikiem jest częściowe zatarcie pierwotnych cech stylowych.
Pałac jest obecnie piętrową budowlą na rzucie nieregularnego prostokąta z niewielkim dziedzińcem wewnętrznym. Wewnętrzny dziedziniec jest otoczony krużgankiem arkadowym (górna kondygnacja arkad jest obecnie zamurowana). Z południowego skrzydła pałacu występuje niewielki ryzalit z nadbudowaną wieżą. Naroża budowli są wzmocnione kamiennymi szkarpami. Na elewacji frontowej widnieje odsłonięty fragment dekoracji sgraffitowej z datami 1660 i 1829 r. oraz literami PGB. Na południowo-wschodnim narożu pałacu znajduje się zegar słoneczny.
W północno-zachodnim skrzydle pałacu mieści się kaplica z zabytkowym wyposażeniem, w skład którego wchodzą: barokowy ołtarz z trzeciej ćwierci XVII w. (z obrazem Matki Boskiej z Dzieciątkiem), barokowy tron biskupi z tego samego okresu, ławy z XVII w., trzy obrazy z XVIII w. oraz barokowa rzeźba św. Jana Nepomucena z XVIII w. W zwieńczeniu ołtarza (obecnie oddzielnie zawieszonym) widnieje kartusz herbowy biskupa Sebastiana Rostocka. W balustradzie schodów przed wejściem do kaplicy jest osadzona późnorenesansowa, dwustronnie płaskorzeźbiona płyta marmurowa z pierwszej połowy XVII w., ze sceną Ukrzyżowania po jednej stronie i dwoma kartuszami herbowymi. Obok wejścia do kaplicy znajduje się wyryty na ścianie herb biskupów wrocławskich.
Pałac został zbudowany na skraju terasy. Po stronie zachodniej, na terenie otaczającym pałac znajduje się niewielki staw parkowy. Drugi położony wyżej i na południowy zachód od pałacu, częściowo zasypany, staw ciągnie się między drogą wiejską a dawnymi zabudowaniami folwarcznymi. Stawy te są pozostałością dawnych fos wokół pałacu.
Po 1945 r. pałac przeznaczony został na mieszkania dla pracowników tutejszego PGR-u. Nieremontowany i zaniedbany, mimo to zachował się w dobrym stanie. Obecnie pałac wraz z przyległym parkiem jest własnością prywatną. W budynku, budynkach gospodarczych i parku od wiosny 2008 r. prowadzone są prace porządkowe i renowacyjne.
Park z połowy XIX w. z drzewostanem mocno zróżnicowanym pod względem składu gatunkowego. Wiek najstarszych nasadzeń sięga 110–180 lat, maksymalnie 210 lat.